# Vappu Taipale

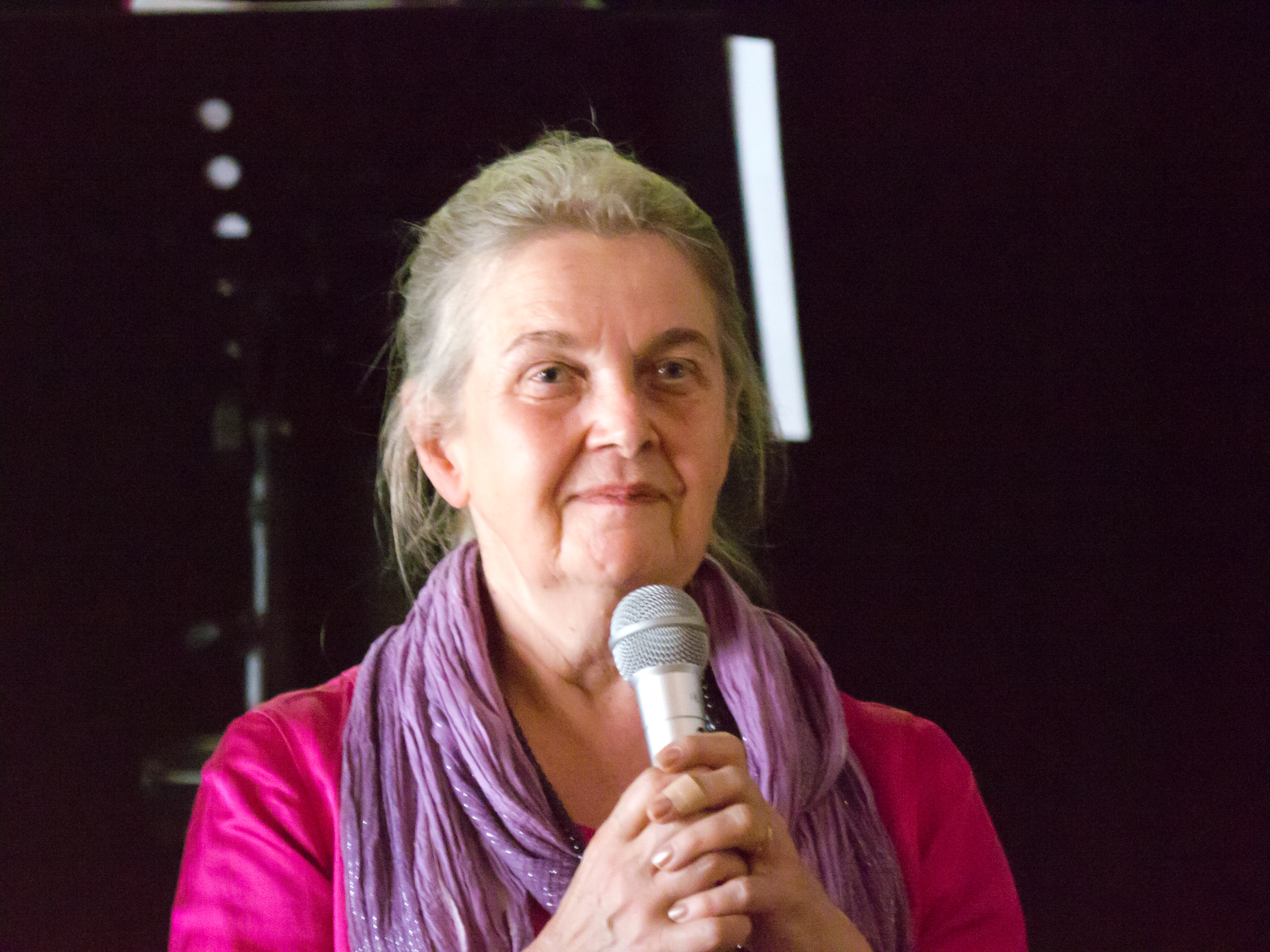
Vappu Taipale

Vappu Tuulikki Taipale, född 1 maj 1940 i Vasa, är en finländsk läkare, ämbetsman och socialdemokratisk politiker. Hon är gift med Ilkka Taipale.
Taipale, som blev medicine och kirurgie doktor 1980, är specialist i barn- och ungdomspsykiatri. Hon tjänstgjorde vid Aurora sjukhus i Helsingfors 1970–74, på Helsingfors universitetscentralsjukhus 1975–79 och var biträdande professor i barnpsykiatri vid Kuopio högskola 1980–84. Hon blev 1988 docent i barn- och ungdomspsykiatri vid Tammerfors universitet och 1990 docent i barnpsykiatri vid Kuopio universitet. 
Taipale var social- och hälsovårdsminister i Kalevi Sorsas regering 1982–84, generaldirektör för Socialstyrelsen 1984–91, för Social- och hälsovårdsstyrelsen 1991–92 och därefter för Forsknings- och utvecklingscentralen för social- och hälsovården Stakes. 
Taipale var vice ordförande för styrelsen för Finlands Akademi 1999–2003. Hon har haft många internationella uppdrag, bland annat som ordförande i rådet för FN-universitetet. Hon har även varit aktiv inom Läkare för socialt ansvar och Den internationella läkarrörelsen mot kärnvapen IPPNW.